# Kniha džunglí 2
Kniha džunglí 2 (v anglickém originále The Jungle Book 2) je americký animovaný film z roku 2003 z dílny Walta Disneye. Film je volným pokračováním snímku Kniha džunglí z roku 1967. Režisérem filmu byl Steve Trenbirth. 

## Děj
Chlapec Mauglí žije ve vesnici blízko džungle se svým čtyřletým bratrem Ranjanem a kamarádkou Shanti. Pojednou Mauglímu začne chybět jeho starý kamarád medvěd Balú, který žije v nebezpečné džungli, kam mají lidé zakázáno chodit. I Balúovi se začne stýskat po Mauglím, a tak se vydá za ním do lidské vesnice. Balú a Mauglí pak spolu utečou do džungle. Nevědí ale, že je pronásleduje zákeřný tygr Šer Chan, který se chce Mauglímu pomstít. Druhý den se lidé z vesnice začnou o Mauglího bát a všude ho hledají. Nakonec ho najdou, ale Mauglí se nemůže rozhodnout, jestli se vrátí do vesnice nebo raději zůstane v džungli. Pak ho Balú přesvědčí, že lidská vesnice není tak špatná, a Mauglí se vrátí.

## Obsazení
| Postava         | Původní dabing    | Český dabing                                  |
| --------------- | ----------------- | --------------------------------------------- |
| Shanti          | Mae Wittmann      | Rozita Erbanová, Julie Alexandridisová (zpěv) |
| Mauglí          | Haley Joel Osment | Pavel Kříž, Josef Vágner (zpěv)               |
| Balú            | John Goodman      | Jaromír Meduna                                |
| Kaa             | Jim Cummings      | Miroslav Středa                               |
| Ranžanův táta   | John Rhys-Davies  | Ladislav Trojan                               |
| Štístko         | Phil Collins      | Jiří Korn                                     |
| Ranžán          | Connor Funk       | Šimon Štěpán                                  |
| Bagíra          | Bob Joles         | Zdeněk Maryška                                |
| Shere Khan      | Tony Jay          | Jiří Klem                                     |
| Plukovník Hathi | Jim Cummings      | Karel Richter                                 |
| M.C.            | Jim Cummings      | Bohdan Tůma                                   |